# Quisquilila
Quisquilila (Kiskil-lilla), também grafada Quissiquililaque, é uma súcuba da mitologia suméria, também denominada Lilitu ou Ardatelili. Filha de Anu e Ninursague, de acordo certos autores, e filha de Lilite, de acordo com outros.
Era uma das servas promíscuas da deusa Inana, possivelmente trazida da viagem até o reino de Eresquigal. Segundo os mitos sumérios, era uma divindade das tempestades noturnas e guardiã da Árvore Haluppu, cuja semente fora dada a Enqui por Eresquigal, sendo que, ulteriormente, terá assumido um papel mormente associado à noite, enquanto súcuba. Era representada como uma mulher bela e sensual, segurando dois laços e com garras de ave de rapina no lugar dos pés, pousada sobre dois gatos selvagens.
Quisquilila figura na adenda acádia do épico de Gilgamés, enquanto demónio encerrado numa árvore decana, votiva do culto de Inana, acompanhada por uma serpente e por um pássaro Anzu. Gilgamés trucida a serpente, o que leva Quisquilila a fugir do seu lar, na árvore, destruindo-a. O sufixo  “lil-la-ke” traduz-se por "espírito d'água", se bem que há autores que entendem que é um termo alusivo a corujas.

## Ardate-Lili
Este nome traduz-se por "açafata de Lilite" ou "serva de Lilite". A palavra "Ardatu" significa "manceba" (no sentido de rapariga casadoira) e era um término amiúde usado para aludir a prostitutas. Ardatelili é por vezes associada a Naamá (filha de Lilite ou irmã mais nova de Lilite). Figura amiúde em textos mágicos assírios, que a descrevem como um espírito feminino, sem marido. Há certos escritos que sugerem a hipótese de ter um alterne masculino, chamado idlulili, que será um íncubo.
Há orações de exorcismo assírias, que aludem à figura de Ardat Lili:
 Aquele a quem o espírito maligno açodou

Aquele a quem o demónio maligno abraçou no leito,
Aquele a quem o fantasma maligno tombou à noite
Aquele a quem o grão-diabo açoitou
Aquele cujos membros o deus do mal derreou
Aquele a quem as bruxas caçaram
Aquele a quem as avantesmas derrubaram
Aquele a quem os trasgos enfermaram
Aquele a quem Ardat Lili esguardou

O homem com quem Ardat Lili comungou

## Obras
- Na obra de banda desenhada, Black Magick de Greg Ruca, Ardatelili figura como umas das vilãs, assumindo a forma de uma menina de vestido de folhos, com os lábios cosidos, que leva consigo uma boneca de trapos, com a qual pratica magia.[11]